# Hamilton Pereira
Hamilton Miguel Pereira Ferrón (Montevideo, 26 giugno 1987) è un calciatore uruguaiano, centrocampista dell'IA Río Negro.

## Palmarès

### Club

#### Competizioni nazionali
- Campionato uruguaiano: 1

Peñarol: 2009-2010
- Supercopa MX: 1

Monarcas Morelia: 2014